# Fåvang
Fåvang este o localitate din comuna Ringebu, provincia Oppland, Norvegia, cu o suprafață de 0,92 km² și o populație de 642 locuitori (2013).